# 가메야마성 (미에현)

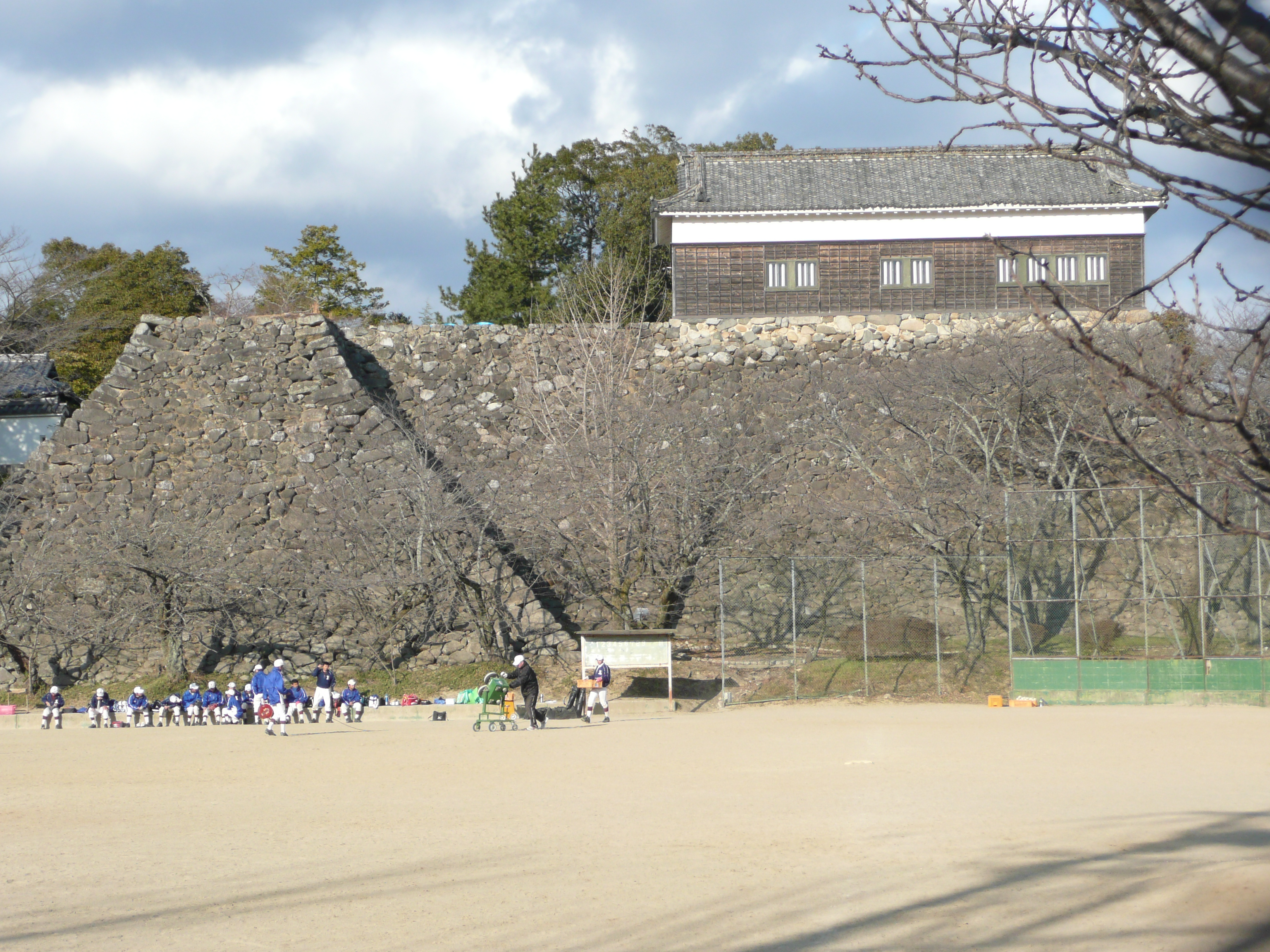
석벽과 다몬 망루

가메야마성(일본어: 亀山城 가메야마조[*])은 미에현 가메야마시 혼마루 정에 있는 제곽식 평산성이다. 고초성 또는 훈초성(粉蝶城)으로도 불린다. 에도 시대에는 이세 가메야마 번의 번청으로 사용되었으며 도카이도의 요충에 입지한 까닭에 자주 번주가 바뀌었다. 1744년 이시카와 가문(石川氏)이 성주로 부임한 이후 메이지 유신까지 이 지역을 다스린다.

## 역사
가마쿠라 시대 ~ 아즈치모모야마 시대
1265년 이세 헤이시(伊勢平氏) 출신의 세키 사네타다가 이세국 스즈카 군 와카야마에 축성했다. 세키씨는 간베 성, 고 성, 가부토 성, 미네 성, 가메야마 성의 다섯 성을 근거지로 삼았고, 그중 세키 가문의 종가가 가메야마 성을 거점으로 삼았기 때문에 여타 성보다 중시되었다. 이후 1567년 오다 노부나가의 이세 침공전의 전장이 되었고, 얼마 뒤 세키 가문은 오다 가문에 항복해 종속했다. 1573년 오다 노부나가의 3남 간베 노부타카와 사이가 나쁘다는 이유로 성주 세키 모리노부는 히노 성에 유폐되었지만, 1582년 노부나가의 시코쿠 정벌을 즈음 하여 가메야마 성으로 돌아온다. 혼노지의 변 후, 오다 가문내에 정권을 장악한 도요토미 히데요시와 대립하던 다키가와 가즈마스에 의해 성이 함락되지만, 곧 탈환하였다. 1590년 세키 가즈마사가 가모 우지사토의 여력 다이묘가 되어 아이즈 지방으로 따라 간 뒤, 도요토미 히데요시를 따르던 오카모토 무네노리가 가메야마 성에 입성한다. 이후, 천수, 혼마루, 니노마루, 산노마루 등 현재 가메야마 성의 모체가 만들어지기 시작했다.
에도 시대
세키가하라 전투에서 서군에 가세한 오카모토 무네노리는 영지가 몰수 되었고, 이전의 성주였던 세키 가즈마사가 입봉되어 입성하지만, 1610년 호키국 구로사카 번으로 전봉되었다. 이후, 이세 가메야마 번은 대대로 후다이 다이묘 가문이 번갈아 이 지역을 다스리다가 1744년 다시금 이시카와 가문이 성주로 된후 메이지 유신을 맞이한다. 미야케 야스모리가 성주인 시절 단바 가메야마 성을 수리하라는 명을 받은 호리오 다다하루가 이세 가메야마 성으로 착각해 성의 수리를 명하였고, 이때 수리에 방해가 되는 천수가 해체되었만, 다시 지어지는 않았다. 또, 가메야마 성은 막부의 여관으로써의 역할도 하였기 때문에 성의 혼마루가 쇼군의 숙소로 사용되어 번주의 거관은 니노마루에 한정되었다. 1636년 혼다 도시쓰구가 성을 대폭 수리하였고, 천수가 없는 천수대에는 다몬 망루를 두었다.
메이지 시대 이후
1873년(메이지 6년) 폐성령에 따라 성의 건조물 대부분이 파각되었다. 이 때문에 현재 천수대, 다몬 망루, 석벽, 해자, 성루 등 일부만 남아있게 되었다. 단, 다몬 망루는 그대로 현존해 있어 천수대와 함께 미에 현 지정문화재로 지정되었다. 또, 니노마루 어전의 현관은 헨조지(遍照寺) 본당에 이축되었다. 2007년 4월(헤이세이 19년) 미에 현 주부 지진에 의해 천수대의 석벽 일부가 떨어져 나갔다. 다행이 떨어져 나간 부위는 1972년(쇼와 47년) 태풍 피해 뒤, 보수한 곳으로 에도 시대 초기에 쌓은 석벽은 피해를 입지 않고 온전히 남아있다.

## 관광
교통
- JR 서일본 가메야마 역에서 하차, 도보로 10분소요. (북향)

주변 문화시설 및 관광명소
- 노무라 이치리즈카 - 1리(4 km)마다 심은 수목
- 세키주쿠 - 중요전통적 건조물군 보존지구
- 가메야마 공원
- 지온지

## 같이 보기
- 이세 가메야마 번